# 神論
神論（かみろん）は聖書論、人間論、キリスト論、救済論、教会論、終末論とともに、組織神学の一部門で神を直接対象としている学問である。聖書に啓示されているところに従って教理としてまとめていく。

## 内容
- ギリシア正教では、人間の概念を否定したところでしか捉えられないとした否定神学である。
- ローマ・カトリック教会では、神自身を肯定的に、積極的にとらえられるとした肯定神学である。
- プロテスタント教会でカトリック教会と同じように、肯定神学を継承して、「聖書のみ」という原則を明確にすることによって、神論の方法を確立した。その意味で聖書論が神論の前提になった。このことによって神についての思弁的な議論を避ける事ができる。
- 聖書に啓示されているところから神を知っていく時に、伝統的には神を人格と働きの二つの面を捉えていくことがなされてきた。